# Sean Gelael
Muhammad Sean Ricardo Gelael (ur. 1 listopada 1996) – indonezyjski kierowca wyścigowy. Wicemistrz Asian Le Mans Series oraz World Endurance Championship w 2021 roku w kategorii LMP2. W 2022 roku kierowca Team WRT w World Endurance Championship w klasie LMP2.

## Życiorys

### Początki kariery
Gelael rozpoczął karierę w jednomiejscowych bolidach wyścigowych w wieku 16 lat w 2012 roku poprzez starty w Formule Pilota China. Spisał się tam bardzo dobrze. Dzięki jednemu zwycięstwu i sześciu podium uzbierał 132 punkty, co dało mu czwartą lokatę w klasyfikacji generalnej. W tym samym sezonie pojawił się także gościnnie na starcie Europejskiej Formuły Abarth, gdzie też dwukrotnie zwyciężył.

### Europejska Formuła 3
Na sezon 2013 Indonezyjczyk podpisał kontrakt z brytyjską ekipą Double R Racing na starty w Europejskiej Formule 3 oraz w Brytyjskiej Formule 3. Jedynie w edycji brytyjskiej był klasyfikowany.
W 2014 roku Indonezyjczyk zmienił zespół na brytyjską ekipą Jagona Ayam with Carlin. Wystartował łącznie w 33 wyścigach, w ciągu których uzbierał 25 punktów. Wystarczyło to na osiemnaste miejsce w końcowej klasyfikacji kierowców.

### Formuła Renault 3.5
W sezonie 2015 Sean kontynuował współpracę z angielskim zespołem w Formule Renault 3.5. Gelael wyraźnie odstawał od doświadczonego Francuza Toma Dillmana, który zdobył 122 punkty w porównaniu do zaledwie siedmiu Indonezyjczyka. Punktował trzykrotnie, najlepszy rezultat odnotowując na ulicznym torze Monte Carlo, gdzie był ósmy. W klasyfikacji generalnej uplasował się 19. miejscu.

### Seria GP2
W roku 2015 Indonezyjczyk zadebiutował w serii GP2. Pierwszy start w zespole Carlin odnotował na węgierskim torze Hungaroring. Wystartował we wszystkich pozostałych rundach, jakie pozostały (z wyjątkiem tej rozegranej na włoskim torze Autodromo Nazionale di Monza, gdyż kolidowała z eliminacją serii Formuły Renault 3.5 na Silverstone w Wielkiej Brytanii). W ciągu dziewięciu startów ośmiokrotnie dojechał do mety. Był jednak daleki od zdobycia punktów. Najlepszy rezultat odnotował na torze Sakhir, gdzie był piętnasty.
W sezonie 2016 został etatowym zawodnikiem hiszpańskiej ekipy Campos Racing.

### Formuła 1
W październiku 2017 roku wystąpił w treningu podczas Grand Prix Meksyku w bolidzie Toro Rosso.

## Wyniki

### Europejska Formuła 3
| Legenda oznaczeń w tabelach wyników Wyświetl szablon na nowej stronie | Legenda oznaczeń w tabelach wyników Wyświetl szablon na nowej stronie                                                                     |
| Oznaczenie                                                            | Wyjaśnienie |
| --------------------------------------------------------------------- | --- |
| Złoty                                                                 | Zwycięzca lub mistrzostwo |
| Srebrny                                                               | 2. miejsce lub wicemistrzostwo |
| Brązowy                                                               | 3. miejsce lub II wicemistrzostwo |
| Zielony                                                               | Ukończył, punktował (w klasyfikacji generalnej, gdy zdobył co najmniej jeden punkt na przestrzeni sezonu, poza trzema powyższymi opcjami) |
| Niebieski                                                             | Ukończył, nie punktował (w klasyfikacji generalnej, gdy nie zdobył co najmniej jednego punktu na przestrzeni sezonu)                      |
| Czerwony                                                              | Nie zakwalifikował się (NZ) |
| Czerwony                                                              | Nie prekwalifikował się (NPK) |
| Różowy                                                                | Nie ukończył (NU) |
| Różowy                                                                | Niesklasyfikowany (NS) (w klasyfikacji generalnej, gdy nie został sklasyfikowany w żadnym wyścigu sezonu)                                 |
| Czarny                                                                | Zdyskwalifikowany (DK) |
| Czarny                                                                | Wykluczony (WYK/EX) |
| Biały                                                                 | Nie wystartował (NW) |
| Biały                                                                 | Kontuzjowany (K/INJ) |
| Biały                                                                 | Wyścig odwołany (OD/C) |
| Bez koloru                                                            | Został wycofany (WYC/WD) |
| Bez koloru                                                            | Nie przybył (NP/DNA) |
| Bez koloru                                                            | Nie brał udziału w treningach (NT/DNP) |
| Bez koloru                                                            | Nie został zgłoszony (–) |
| Pogrubienie                                                           | Start z pole position |
| Kursywa                                                               | Najszybsze okrążenie wyścigu |
| †                                                                     | Nie ukończył, ale jego rezultat został zaliczony ze względu na przejechanie więcej niż 90% dystansu wyścigu.                              |
| *                                                                     | Sezon w trakcie |
| 1/2/3                                                                 | Punktowana pozycja w sprincie kwalifikacyjnym                                                                                             |
| Lista systemów punktacji Formuły 1                                    | |

| Rok  | Zespół          | Wyniki w poszczególnych eliminacjach | Wyniki w poszczególnych eliminacjach | Wyniki w poszczególnych eliminacjach | Wyniki w poszczególnych eliminacjach | Wyniki w poszczególnych eliminacjach | Wyniki w poszczególnych eliminacjach | Wyniki w poszczególnych eliminacjach | Wyniki w poszczególnych eliminacjach | Wyniki w poszczególnych eliminacjach | Wyniki w poszczególnych eliminacjach | Wyniki w poszczególnych eliminacjach | Wyniki w poszczególnych eliminacjach | Wyniki w poszczególnych eliminacjach | Wyniki w poszczególnych eliminacjach | Wyniki w poszczególnych eliminacjach | Wyniki w poszczególnych eliminacjach | Wyniki w poszczególnych eliminacjach | Wyniki w poszczególnych eliminacjach | Wyniki w poszczególnych eliminacjach | Wyniki w poszczególnych eliminacjach | Wyniki w poszczególnych eliminacjach | Wyniki w poszczególnych eliminacjach | Wyniki w poszczególnych eliminacjach | Wyniki w poszczególnych eliminacjach | Wyniki w poszczególnych eliminacjach | Wyniki w poszczególnych eliminacjach | Wyniki w poszczególnych eliminacjach | Wyniki w poszczególnych eliminacjach | Wyniki w poszczególnych eliminacjach | Wyniki w poszczególnych eliminacjach | Wyniki w poszczególnych eliminacjach | Wyniki w poszczególnych eliminacjach | Wyniki w poszczególnych eliminacjach | Punkty | Pozycja |
| ---- | --------------- | ------------------------------------ | ------------------------------------ | ------------------------------------ | ------------------------------------ | ------------------------------------ | ------------------------------------ | ------------------------------------ | ------------------------------------ | ------------------------------------ | ------------------------------------ | ------------------------------------ | ------------------------------------ | ------------------------------------ | ------------------------------------ | ------------------------------------ | ------------------------------------ | ------------------------------------ | ------------------------------------ | ------------------------------------ | ------------------------------------ | ------------------------------------ | ------------------------------------ | ------------------------------------ | ------------------------------------ | ------------------------------------ | ------------------------------------ | ------------------------------------ | ------------------------------------ | ------------------------------------ | ------------------------------------ | ------------------------------------ | ------------------------------------ | ------------------------------------ | ------ | ------- |
| 2013 | Double R Racing | MNZ                                  | MNZ                                  | MNZ                                  | SIL                                  | SIL                                  | SIL                                  | HOC                                  | HOC                                  | HOC                                  | BRH                                  | BRH                                  | BRH                                  | RBR                                  | RBR                                  | RBR                                  | NOR                                  | NOR                                  | NOR                                  | NÜR                                  | NÜR                                  | NÜR                                  | ZAN                                  | ZAN                                  | ZAN                                  | VAL                                  | VAL                                  | VAL                                  | HOC                                  | HOC                                  | HOC                                  |                                      |                                      |                                      | 0      | 28      |
| 2013 | Double R Racing | 14                                   | 16                                   | 17                                   | 24                                   | 16                                   | 18†                                  | 21                                   | 28                                   | NU                                   | 23                                   | 22                                   | NU                                   | 22                                   | 17                                   | 20†                                  | NU                                   | 21                                   | 20                                   | 15                                   | 18                                   | 13                                   | 17                                   | 20                                   | 20                                   | NU                                   | 21                                   | NU                                   | 25                                   | 24                                   | 13                                   |                                      |                                      |                                      | 0      | 28      |
| 2014 | Carlin          | SIL                                  | SIL                                  | SIL                                  | HOC                                  | HOC                                  | HOC                                  | PAU                                  | PAU                                  | PAU                                  | HUN                                  | HUN                                  | HUN                                  | SPA                                  | SPA                                  | SPA                                  | NOR                                  | NOR                                  | NOR                                  | MSC                                  | MSC                                  | MSC                                  | RBR                                  | RBR                                  | RBR                                  | NÜR                                  | NÜR                                  | NÜR                                  | IMO                                  | IMO                                  | IMO                                  | HOC                                  | HOC                                  | HOC                                  | 25     | 18      |
| 2014 | Carlin          | 15                                   | 20                                   | NU                                   | 13                                   | 20                                   | 22                                   | 10                                   | NU                                   | NU                                   | 10                                   | 21                                   | 13                                   | 18                                   | 13                                   | 13                                   | 9                                    | 17                                   | 6                                    | 17                                   | 17                                   | 11                                   | 12                                   | 7                                    | 10                                   | 16                                   | 21†                                  | 11                                   | 10                                   | 16                                   | NU                                   | 10                                   | 18                                   | 8                                    | 25     | 18      |

### GP2
| Legenda oznaczeń w tabelach wyników Wyświetl szablon na nowej stronie | Legenda oznaczeń w tabelach wyników Wyświetl szablon na nowej stronie                                                                     |
| Oznaczenie                                                            | Wyjaśnienie |
| --------------------------------------------------------------------- | --- |
| Złoty                                                                 | Zwycięzca lub mistrzostwo |
| Srebrny                                                               | 2. miejsce lub wicemistrzostwo |
| Brązowy                                                               | 3. miejsce lub II wicemistrzostwo |
| Zielony                                                               | Ukończył, punktował (w klasyfikacji generalnej, gdy zdobył co najmniej jeden punkt na przestrzeni sezonu, poza trzema powyższymi opcjami) |
| Niebieski                                                             | Ukończył, nie punktował (w klasyfikacji generalnej, gdy nie zdobył co najmniej jednego punktu na przestrzeni sezonu)                      |
| Czerwony                                                              | Nie zakwalifikował się (NZ) |
| Czerwony                                                              | Nie prekwalifikował się (NPK) |
| Różowy                                                                | Nie ukończył (NU) |
| Różowy                                                                | Niesklasyfikowany (NS) (w klasyfikacji generalnej, gdy nie został sklasyfikowany w żadnym wyścigu sezonu)                                 |
| Czarny                                                                | Zdyskwalifikowany (DK) |
| Czarny                                                                | Wykluczony (WYK/EX) |
| Biały                                                                 | Nie wystartował (NW) |
| Biały                                                                 | Kontuzjowany (K/INJ) |
| Biały                                                                 | Wyścig odwołany (OD/C) |
| Bez koloru                                                            | Został wycofany (WYC/WD) |
| Bez koloru                                                            | Nie przybył (NP/DNA) |
| Bez koloru                                                            | Nie brał udziału w treningach (NT/DNP) |
| Bez koloru                                                            | Nie został zgłoszony (–) |
| Pogrubienie                                                           | Start z pole position |
| Kursywa                                                               | Najszybsze okrążenie wyścigu |
| †                                                                     | Nie ukończył, ale jego rezultat został zaliczony ze względu na przejechanie więcej niż 90% dystansu wyścigu.                              |
| *                                                                     | Sezon w trakcie |
| 1/2/3                                                                 | Punktowana pozycja w sprincie kwalifikacyjnym                                                                                             |
| Lista systemów punktacji Formuły 1                                    | |

| Rok  | Zespół                  | Wyniki w poszczególnych eliminacjach | Wyniki w poszczególnych eliminacjach | Wyniki w poszczególnych eliminacjach | Wyniki w poszczególnych eliminacjach | Wyniki w poszczególnych eliminacjach | Wyniki w poszczególnych eliminacjach | Wyniki w poszczególnych eliminacjach | Wyniki w poszczególnych eliminacjach | Wyniki w poszczególnych eliminacjach | Wyniki w poszczególnych eliminacjach | Wyniki w poszczególnych eliminacjach | Wyniki w poszczególnych eliminacjach | Wyniki w poszczególnych eliminacjach | Wyniki w poszczególnych eliminacjach | Wyniki w poszczególnych eliminacjach | Wyniki w poszczególnych eliminacjach | Wyniki w poszczególnych eliminacjach | Wyniki w poszczególnych eliminacjach | Wyniki w poszczególnych eliminacjach | Wyniki w poszczególnych eliminacjach | Wyniki w poszczególnych eliminacjach | Wyniki w poszczególnych eliminacjach | Punkty | Pozycja |
| ---- | ----------------------- | ------------------------------------ | ------------------------------------ | ------------------------------------ | ------------------------------------ | ------------------------------------ | ------------------------------------ | ------------------------------------ | ------------------------------------ | ------------------------------------ | ------------------------------------ | ------------------------------------ | ------------------------------------ | ------------------------------------ | ------------------------------------ | ------------------------------------ | ------------------------------------ | ------------------------------------ | ------------------------------------ | ------------------------------------ | ------------------------------------ | ------------------------------------ | ------------------------------------ | ------ | ------- |
| 2015 | Carlin                  | BHR                                  | BHR                                  | CAT                                  | CAT                                  | MON                                  | MON                                  | RBR                                  | RBR                                  | SIL                                  | SIL                                  | HUN                                  | HUN                                  | SPA                                  | SPA                                  | MNZ                                  | MNZ                                  | SOC                                  | SOC                                  | BHR                                  | BHR                                  | YAS                                  | YAS                                  | 0      | 30      |
| 2015 | Carlin                  | –                                    | –                                    | –                                    | –                                    | –                                    | –                                    | –                                    | –                                    | –                                    | –                                    | 18                                   | 20                                   | 20                                   | 21                                   | –                                    | –                                    | 19                                   | 20                                   | 23                                   | 15                                   | NU                                   | OD                                   | 0      | 30      |
| 2016 | Pertamina Campos Racing | CAT                                  | CAT                                  | MON                                  | MON                                  | BAK                                  | BAK                                  | RBR                                  | RBR                                  | SIL                                  | SIL                                  | HUN                                  | HUN                                  | HOC                                  | HOC                                  | SPA                                  | SPA                                  | MNZ                                  | MNZ                                  | SEP                                  | SEP                                  | YAS                                  | YAS                                  | 24     | 15      |
| 2016 | Pertamina Campos Racing | 17                                   | 13                                   | 13                                   | NU                                   | 7                                    | NU                                   | 2                                    | NU                                   | 21                                   | 18                                   | 22                                   | 10                                   | NU                                   | NU                                   | 18                                   | 18                                   | 20                                   | 16                                   | 16                                   | NU                                   | NU                                   | 21                                   | 24     | 15      |

### Formuła Renault 3.5
| Legenda oznaczeń w tabelach wyników Wyświetl szablon na nowej stronie | Legenda oznaczeń w tabelach wyników Wyświetl szablon na nowej stronie                                                                     |
| Oznaczenie                                                            | Wyjaśnienie |
| --------------------------------------------------------------------- | --- |
| Złoty                                                                 | Zwycięzca lub mistrzostwo |
| Srebrny                                                               | 2. miejsce lub wicemistrzostwo |
| Brązowy                                                               | 3. miejsce lub II wicemistrzostwo |
| Zielony                                                               | Ukończył, punktował (w klasyfikacji generalnej, gdy zdobył co najmniej jeden punkt na przestrzeni sezonu, poza trzema powyższymi opcjami) |
| Niebieski                                                             | Ukończył, nie punktował (w klasyfikacji generalnej, gdy nie zdobył co najmniej jednego punktu na przestrzeni sezonu)                      |
| Czerwony                                                              | Nie zakwalifikował się (NZ) |
| Czerwony                                                              | Nie prekwalifikował się (NPK) |
| Różowy                                                                | Nie ukończył (NU) |
| Różowy                                                                | Niesklasyfikowany (NS) (w klasyfikacji generalnej, gdy nie został sklasyfikowany w żadnym wyścigu sezonu)                                 |
| Czarny                                                                | Zdyskwalifikowany (DK) |
| Czarny                                                                | Wykluczony (WYK/EX) |
| Biały                                                                 | Nie wystartował (NW) |
| Biały                                                                 | Kontuzjowany (K/INJ) |
| Biały                                                                 | Wyścig odwołany (OD/C) |
| Bez koloru                                                            | Został wycofany (WYC/WD) |
| Bez koloru                                                            | Nie przybył (NP/DNA) |
| Bez koloru                                                            | Nie brał udziału w treningach (NT/DNP) |
| Bez koloru                                                            | Nie został zgłoszony (–) |
| Pogrubienie                                                           | Start z pole position |
| Kursywa                                                               | Najszybsze okrążenie wyścigu |
| †                                                                     | Nie ukończył, ale jego rezultat został zaliczony ze względu na przejechanie więcej niż 90% dystansu wyścigu.                              |
| *                                                                     | Sezon w trakcie |
| 1/2/3                                                                 | Punktowana pozycja w sprincie kwalifikacyjnym                                                                                             |
| Lista systemów punktacji Formuły 1                                    | |

| Rok  | Zespół                   | Wyniki w poszczególnych eliminacjach | Wyniki w poszczególnych eliminacjach | Wyniki w poszczególnych eliminacjach | Wyniki w poszczególnych eliminacjach | Wyniki w poszczególnych eliminacjach | Wyniki w poszczególnych eliminacjach | Wyniki w poszczególnych eliminacjach | Wyniki w poszczególnych eliminacjach | Wyniki w poszczególnych eliminacjach | Wyniki w poszczególnych eliminacjach | Wyniki w poszczególnych eliminacjach | Wyniki w poszczególnych eliminacjach | Wyniki w poszczególnych eliminacjach | Wyniki w poszczególnych eliminacjach | Wyniki w poszczególnych eliminacjach | Wyniki w poszczególnych eliminacjach | Wyniki w poszczególnych eliminacjach | Punkty | Pozycja |
| ---- | ------------------------ | ------------------------------------ | ------------------------------------ | ------------------------------------ | ------------------------------------ | ------------------------------------ | ------------------------------------ | ------------------------------------ | ------------------------------------ | ------------------------------------ | ------------------------------------ | ------------------------------------ | ------------------------------------ | ------------------------------------ | ------------------------------------ | ------------------------------------ | ------------------------------------ | ------------------------------------ | ------ | ------- |
| 2015 | Jagonya Ayam with Carlin | ARA                                  | ARA                                  | MON                                  | SPA                                  | SPA                                  | HUN                                  | HUN                                  | RBR                                  | RBR                                  | SIL                                  | SIL                                  | NÜR                                  | NÜR                                  | BUG                                  | BUG                                  | JER                                  | JER                                  | 7      | 19      |
| 2015 | Jagonya Ayam with Carlin | NU                                   | 15                                   | 8                                    | 15                                   | 12                                   | 15                                   | NU                                   | NU                                   | NU                                   | NU                                   | 10                                   | 15                                   | 16                                   | 16                                   | 17                                   | 16                                   | 9                                    | 7      | 19      |

### Formuła 2
| Rok  | Zespół                          | Wyniki w poszczególnych eliminacjach | Wyniki w poszczególnych eliminacjach | Wyniki w poszczególnych eliminacjach | Wyniki w poszczególnych eliminacjach | Wyniki w poszczególnych eliminacjach | Wyniki w poszczególnych eliminacjach | Wyniki w poszczególnych eliminacjach | Wyniki w poszczególnych eliminacjach | Wyniki w poszczególnych eliminacjach | Wyniki w poszczególnych eliminacjach | Wyniki w poszczególnych eliminacjach | Wyniki w poszczególnych eliminacjach | Wyniki w poszczególnych eliminacjach | Wyniki w poszczególnych eliminacjach | Wyniki w poszczególnych eliminacjach | Wyniki w poszczególnych eliminacjach | Wyniki w poszczególnych eliminacjach | Wyniki w poszczególnych eliminacjach | Wyniki w poszczególnych eliminacjach | Wyniki w poszczególnych eliminacjach | Wyniki w poszczególnych eliminacjach | Wyniki w poszczególnych eliminacjach | Wyniki w poszczególnych eliminacjach | Wyniki w poszczególnych eliminacjach | Punkty | Pozycja |
| ---- | ------------------------------- | ------------------------------------ | ------------------------------------ | ------------------------------------ | ------------------------------------ | ------------------------------------ | ------------------------------------ | ------------------------------------ | ------------------------------------ | ------------------------------------ | ------------------------------------ | ------------------------------------ | ------------------------------------ | ------------------------------------ | ------------------------------------ | ------------------------------------ | ------------------------------------ | ------------------------------------ | ------------------------------------ | ------------------------------------ | ------------------------------------ | ------------------------------------ | ------------------------------------ | ------------------------------------ | ------------------------------------ | ------ | ------- |
| 2017 | Petramina Arden                 | BHR                                  | BHR                                  | CAT                                  | CAT                                  | MON                                  | MON                                  | BAK                                  | BAK                                  | RBR                                  | RBR                                  | SIL                                  | SIL                                  | HUN                                  | HUN                                  | SPA                                  | SPA                                  | MNZ                                  | MNZ                                  | JER                                  | JER                                  | YAS                                  | YAS                                  |                                      |                                      | 17     | 15      |
| 2017 | Petramina Arden                 | 17                                   | 17                                   | 15                                   | 16                                   | 13                                   | 12                                   | 14                                   | 10                                   | 10                                   | 11                                   | 9                                    | 16                                   | 14                                   | 10                                   | 15                                   | 17                                   | 5                                    | 6                                    | 16                                   | 16                                   | 15                                   | 14                                   |                                      |                                      | 17     | 15      |
| 2018 | Petramina Prema Theodore Racing | BHR                                  | BHR                                  | BAK                                  | BAK                                  | BAR                                  | BAR                                  | MON                                  | MON                                  | LEC                                  | LEC                                  | RBR                                  | RBR                                  | SIL                                  | SIL                                  | HUN                                  | HUN                                  | SPA                                  | SPA                                  | MNZ                                  | MNZ                                  | SOC                                  | SOC                                  | YAS                                  | YAS                                  | 29     | 15      |
| 2018 | Petramina Prema Theodore Racing | 7                                    | 16                                   | 10                                   | NU                                   | NU                                   | 6                                    | 2                                    | NU                                   | NU                                   | 18                                   | 13                                   | NU                                   | NU                                   | 15                                   | 13                                   | 11                                   | 16                                   | NU                                   | 11                                   | NU                                   | NW                                   | 12                                   | 17                                   | NU                                   | 29     | 15      |
| 2019 | Prema Racing                    | BHR                                  | BHR                                  | BAK                                  | BAK                                  | BAR                                  | BAR                                  | MON                                  | MON                                  | LEC                                  | LEC                                  | RBR                                  | RBR                                  | SIL                                  | SIL                                  | HUN                                  | HUN                                  | SPA                                  | SPA                                  | MNZ                                  | MNZ                                  | SOC                                  | SOC                                  | YAS                                  | YAS                                  | 15     | 17      |
| 2019 | Prema Racing                    | NU                                   | 10                                   | 6                                    | 8                                    | 9                                    | 9                                    | NU                                   | 15                                   | NU                                   | 17                                   | 16                                   | 12                                   | WD                                   | WD                                   | 15                                   | 17                                   | OD                                   | OD                                   | 9                                    | NU                                   | 16                                   | 7                                    | 17                                   | NU                                   | 15     | 17      |
| 2020 | DAMS                            | RBR                                  | RBR                                  | RBR                                  | RBR                                  | HUN                                  | HUN                                  | SIL                                  | SIL                                  | SIL                                  | SIL                                  | CAT                                  | CAT                                  | SPA                                  | SPA                                  | MNZ                                  | MNZ                                  | MUG                                  | MUG                                  | SOC                                  | SOC                                  | BHR                                  | BHR                                  | BHR                                  | BHR                                  | 3      | 21      |
| 2020 | DAMS                            | NU                                   | NU                                   | 10                                   | 7                                    | 17                                   | 12                                   | 15                                   | NU                                   | NU                                   | NW                                   | 19                                   | NW                                   | –                                    | –                                    | –                                    | –                                    | –                                    | –                                    | –                                    | –                                    | 13                                   | 14                                   | 19                                   | 17                                   | 3      | 21      |

### Asian Le Mans Series
| Legenda oznaczeń w tabelach wyników Wyświetl szablon na nowej stronie | Legenda oznaczeń w tabelach wyników Wyświetl szablon na nowej stronie                                                                     |
| Oznaczenie                                                            | Wyjaśnienie |
| --------------------------------------------------------------------- | --- |
| Złoty                                                                 | Zwycięzca lub mistrzostwo |
| Srebrny                                                               | 2. miejsce lub wicemistrzostwo |
| Brązowy                                                               | 3. miejsce lub II wicemistrzostwo |
| Zielony                                                               | Ukończył, punktował (w klasyfikacji generalnej, gdy zdobył co najmniej jeden punkt na przestrzeni sezonu, poza trzema powyższymi opcjami) |
| Niebieski                                                             | Ukończył, nie punktował (w klasyfikacji generalnej, gdy nie zdobył co najmniej jednego punktu na przestrzeni sezonu)                      |
| Czerwony                                                              | Nie zakwalifikował się (NZ) |
| Czerwony                                                              | Nie prekwalifikował się (NPK) |
| Różowy                                                                | Nie ukończył (NU) |
| Różowy                                                                | Niesklasyfikowany (NS) (w klasyfikacji generalnej, gdy nie został sklasyfikowany w żadnym wyścigu sezonu)                                 |
| Czarny                                                                | Zdyskwalifikowany (DK) |
| Czarny                                                                | Wykluczony (WYK/EX) |
| Biały                                                                 | Nie wystartował (NW) |
| Biały                                                                 | Kontuzjowany (K/INJ) |
| Biały                                                                 | Wyścig odwołany (OD/C) |
| Bez koloru                                                            | Został wycofany (WYC/WD) |
| Bez koloru                                                            | Nie przybył (NP/DNA) |
| Bez koloru                                                            | Nie brał udziału w treningach (NT/DNP) |
| Bez koloru                                                            | Nie został zgłoszony (–) |
| Pogrubienie                                                           | Start z pole position |
| Kursywa                                                               | Najszybsze okrążenie wyścigu |
| †                                                                     | Nie ukończył, ale jego rezultat został zaliczony ze względu na przejechanie więcej niż 90% dystansu wyścigu.                              |
| *                                                                     | Sezon w trakcie |
| 1/2/3                                                                 | Punktowana pozycja w sprincie kwalifikacyjnym                                                                                             |
| Lista systemów punktacji Formuły 1                                    | |

| Rok       | Zespół                    | Klasa | Wyniki w poszczególnych eliminacjach | Wyniki w poszczególnych eliminacjach | Wyniki w poszczególnych eliminacjach | Wyniki w poszczególnych eliminacjach | Punkty | Pozycja |
| --------- | ------------------------- | ----- | ------------------------------------ | ------------------------------------ | ------------------------------------ | ------------------------------------ | ------ | ------- |
| 2015/2016 | Jagonya Ayam with Eurasia | LMP2  | FUJ                                  | SEP I                                | BUR                                  | SEP II                               | 51     | 3       |
| 2015/2016 | Jagonya Ayam with Eurasia | LMP2  | –                                    | –                                    | 1                                    | 1                                    | 51     | 3       |
| 2021      | Jota Sport                | LMP2  | DUB                                  | DUB                                  | ABU                                  | ABU                                  | 78     | 2       |
| 2021      | Jota Sport                | LMP2  | 2                                    | 5                                    | 1                                    | 1                                    | 78     | 2       |

### 24h Le Mans
| Legenda oznaczeń w tabelach wyników Wyświetl szablon na nowej stronie | Legenda oznaczeń w tabelach wyników Wyświetl szablon na nowej stronie                                                                     |
| Oznaczenie                                                            | Wyjaśnienie |
| --------------------------------------------------------------------- | --- |
| Złoty                                                                 | Zwycięzca lub mistrzostwo |
| Srebrny                                                               | 2. miejsce lub wicemistrzostwo |
| Brązowy                                                               | 3. miejsce lub II wicemistrzostwo |
| Zielony                                                               | Ukończył, punktował (w klasyfikacji generalnej, gdy zdobył co najmniej jeden punkt na przestrzeni sezonu, poza trzema powyższymi opcjami) |
| Niebieski                                                             | Ukończył, nie punktował (w klasyfikacji generalnej, gdy nie zdobył co najmniej jednego punktu na przestrzeni sezonu)                      |
| Czerwony                                                              | Nie zakwalifikował się (NZ) |
| Czerwony                                                              | Nie prekwalifikował się (NPK) |
| Różowy                                                                | Nie ukończył (NU) |
| Różowy                                                                | Niesklasyfikowany (NS) (w klasyfikacji generalnej, gdy nie został sklasyfikowany w żadnym wyścigu sezonu)                                 |
| Czarny                                                                | Zdyskwalifikowany (DK) |
| Czarny                                                                | Wykluczony (WYK/EX) |
| Biały                                                                 | Nie wystartował (NW) |
| Biały                                                                 | Kontuzjowany (K/INJ) |
| Biały                                                                 | Wyścig odwołany (OD/C) |
| Bez koloru                                                            | Został wycofany (WYC/WD) |
| Bez koloru                                                            | Nie przybył (NP/DNA) |
| Bez koloru                                                            | Nie brał udziału w treningach (NT/DNP) |
| Bez koloru                                                            | Nie został zgłoszony (–) |
| Pogrubienie                                                           | Start z pole position |
| Kursywa                                                               | Najszybsze okrążenie wyścigu |
| †                                                                     | Nie ukończył, ale jego rezultat został zaliczony ze względu na przejechanie więcej niż 90% dystansu wyścigu.                              |
| *                                                                     | Sezon w trakcie |
| 1/2/3                                                                 | Punktowana pozycja w sprincie kwalifikacyjnym                                                                                             |
| Lista systemów punktacji Formuły 1                                    | |

| Rok  | Klasa | Nr. | Zespół     | Współkierowcy                   | Samochód                       | Opony | Okrążenia | Pozycja (ogólna) | Pozycja (w klasie) |
| ---- | ----- | --- | ---------- | ------------------------------- | ------------------------------ | ----- | --------- | ---------------- | ------------------ |
| 2021 | LMP2  | 28  | Jota Sport | Tom Blomqvist Stoffel Vandoorne | Oreca 07 - Gibson GK428 4.2 V8 | G     | 363       | 7                | 2                  |
| 2022 | LMP2  | 31  | Team WRT   | Robin Frijns René Rast          | Oreca 07 - Gibson GK428 4.2 V8 | G     | 285       | NU               | NU                 |

### World Endurance Championship
| Legenda oznaczeń w tabelach wyników Wyświetl szablon na nowej stronie | Legenda oznaczeń w tabelach wyników Wyświetl szablon na nowej stronie                                                                     |
| Oznaczenie                                                            | Wyjaśnienie |
| --------------------------------------------------------------------- | --- |
| Złoty                                                                 | Zwycięzca lub mistrzostwo |
| Srebrny                                                               | 2. miejsce lub wicemistrzostwo |
| Brązowy                                                               | 3. miejsce lub II wicemistrzostwo |
| Zielony                                                               | Ukończył, punktował (w klasyfikacji generalnej, gdy zdobył co najmniej jeden punkt na przestrzeni sezonu, poza trzema powyższymi opcjami) |
| Niebieski                                                             | Ukończył, nie punktował (w klasyfikacji generalnej, gdy nie zdobył co najmniej jednego punktu na przestrzeni sezonu)                      |
| Czerwony                                                              | Nie zakwalifikował się (NZ) |
| Czerwony                                                              | Nie prekwalifikował się (NPK) |
| Różowy                                                                | Nie ukończył (NU) |
| Różowy                                                                | Niesklasyfikowany (NS) (w klasyfikacji generalnej, gdy nie został sklasyfikowany w żadnym wyścigu sezonu)                                 |
| Czarny                                                                | Zdyskwalifikowany (DK) |
| Czarny                                                                | Wykluczony (WYK/EX) |
| Biały                                                                 | Nie wystartował (NW) |
| Biały                                                                 | Kontuzjowany (K/INJ) |
| Biały                                                                 | Wyścig odwołany (OD/C) |
| Bez koloru                                                            | Został wycofany (WYC/WD) |
| Bez koloru                                                            | Nie przybył (NP/DNA) |
| Bez koloru                                                            | Nie brał udziału w treningach (NT/DNP) |
| Bez koloru                                                            | Nie został zgłoszony (–) |
| Pogrubienie                                                           | Start z pole position |
| Kursywa                                                               | Najszybsze okrążenie wyścigu |
| †                                                                     | Nie ukończył, ale jego rezultat został zaliczony ze względu na przejechanie więcej niż 90% dystansu wyścigu.                              |
| *                                                                     | Sezon w trakcie |
| 1/2/3                                                                 | Punktowana pozycja w sprincie kwalifikacyjnym                                                                                             |
| Lista systemów punktacji Formuły 1                                    | |

| Rok  | Zespół                    | Klasa | Wyniki w poszczególnych eliminacjach | Wyniki w poszczególnych eliminacjach | Wyniki w poszczególnych eliminacjach | Wyniki w poszczególnych eliminacjach | Wyniki w poszczególnych eliminacjach | Wyniki w poszczególnych eliminacjach | Wyniki w poszczególnych eliminacjach | Wyniki w poszczególnych eliminacjach | Wyniki w poszczególnych eliminacjach | Punkty | Pozycja |
| ---- | ------------------------- | ----- | ------------------------------------ | ------------------------------------ | ------------------------------------ | ------------------------------------ | ------------------------------------ | ------------------------------------ | ------------------------------------ | ------------------------------------ | ------------------------------------ | ------ | ------- |
| 2016 | Extreme Speed Motorsports | LMP2  | SIL                                  | SPA                                  | LMS                                  | NÜR                                  | MEX                                  | COA                                  | FUJ                                  | SHA                                  | BHR                                  | 40     | 12      |
| 2016 | Extreme Speed Motorsports | LMP2  | –                                    | –                                    | –                                    | –                                    | –                                    | –                                    | 4                                    | 2                                    | 5                                    | 40     | 12      |
| 2021 | Jota Sport                | LMP2  | SPA                                  | POR                                  | MNZ                                  | LMS                                  | BHR                                  | BHR                                  |                                      |                                      |                                      | 131    | 2       |
| 2021 | Jota Sport                | LMP2  | 3                                    | 2                                    | 5                                    | 2                                    | 2                                    | 3                                    |                                      |                                      |                                      | 131    | 2       |
| 2022 | Team WRT                  | LMP2  | SEB                                  | SPA                                  | LMS                                  | MNZ                                  | FUJ                                  | BHR                                  |                                      |                                      |                                      | 116    | 2       |
| 2022 | Team WRT                  | LMP2  | 2                                    | 1                                    | NU                                   | 12                                   | 1                                    | 1                                    |                                      |                                      |                                      | 116    | 2       |

### Podsumowanie
| Sezon     | Seria                                     | Zespół                          | Wyścigi          | P1               | PP               | NO               | Podium           | Punkty           | Pozycja          |
| --------- | ----------------------------------------- | ------------------------------- | ---------------- | ---------------- | ---------------- | ---------------- | ---------------- | ---------------- | ---------------- |
| 2012      | Formuła Pilota China                      | Eurasia Motorsport              | 18               | 1                | 1                | 2                | 6                | 132              | 4                |
| 2012      | Europejska Formuła Abarth                 | BVM                             | 3                | 0                | 0                | 0                | 0                | 0                | NS†              |
| 2013      | Masters of Formula 3                      | Double R Racing                 | 1                | 0                | 0                | 0                | 0                | n.d.             | NS               |
| 2013      | Europejska Formuła 3                      | Double R Racing                 | 30               | 0                | 0                | 0                | 0                | 0                | 28               |
| 2013      | Brytyjska Formuła 3                       | Double R Racing                 | 12               | 0                | 0                | 1                | 3                | 78               | 8                |
| 2013      | Grand Prix Makau                          | Double R Racing                 | 1                | 0                | 0                | 0                | 0                | n.d.             | NS               |
| 2014      | Europejska Formuła 3                      | Jagonya Ayam with Carlin        | 33               | 0                | 0                | 0                | 0                | 25               | 18               |
| 2014      | Brytyjska Formuła 3 (specyfikacja FIA F3) | Carlin                          | 3                | 0                | 0                | 0                | 3                | 0                | NS               |
| 2014      | Grand Prix Makau                          | Jagonya Ayam with Carlin        | 1                | 0                | 0                | 0                | 0                | n.d.             | 15               |
| 2015      | Formuła Renault 3.5                       | Carlin                          | 17               | 0                | 0                | 0                | 0                | 7                | 19               |
| 2015      | Seria GP2                                 | Carlin                          | 9                | 0                | 0                | 0                | 0                | 0                | 30               |
| 2015/2016 | Asian Le Mans Series                      | Jagonya Ayam with Eurasia       | 2                | 2                | 1                | 0                | 2                | 51               | 3                |
| 2016      | Seria GP2                                 | Pertamina Campos Racing         | 22               | 0                | 0                | 0                | 1                | 24               | 15               |
| 2016      | European Le Mans Series – LMP2            | SMP Racing                      | 1                | 0                | 0                | 0                | 0                | 10               | 8                |
| 2016      | World Endurance Championship – LMP2       | Extreme Speed Motorsports       | 3                | 0                | 0                | 0                | 1                | 40               | 13               |
| 2017      | Formuła 2                                 | Petramina Arden                 | 22               | 0                | 0                | 0                | 0                | 17               | 15               |
| 2017      | Formuła 1                                 | Scuderia Toro Rosso             | Kierowca testowy | Kierowca testowy | Kierowca testowy | Kierowca testowy | Kierowca testowy | Kierowca testowy | Kierowca testowy |
| 2018      | Formuła 2                                 | Petramina Prema Theodore Racing | 23               | 0                | 0                | 0                | 1                | 29               | 15               |
| 2018      | Formuła 1                                 | Red Bull Toro Rosso Honda       | Kierowca testowy | Kierowca testowy | Kierowca testowy | Kierowca testowy | Kierowca testowy | Kierowca testowy | Kierowca testowy |
| 2019      | Formuła 2                                 | Prema Racing                    | 20               | 0                | 0                | 0                | 0                | 15               | 17               |
| 2019      | Formuła 1                                 | Red Bull Toro Rosso Honda       | Kierowca testowy | Kierowca testowy | Kierowca testowy | Kierowca testowy | Kierowca testowy | Kierowca testowy | Kierowca testowy |
| 2020      | Formuła 2                                 | DAMS                            | 15               | 0                | 0                | 0                | 0                | 3                | 21               |
| 2021      | Asian Le Mans Series - LMP2               | Jota Sport                      | 4                | 2                | 0                | 0                | 3                | 78               | 2                |
| 2021      | FIA World Endurance Championship - LMP2   | Jota Sport                      | 6                | 0                | 2                | 0                | 5                | 131              | 2                |
| 2021      | European Le Mans Series - LMP2            | Jota Sport                      | 1                | 0                | 0                | 0                | 1                | 0                | NS†              |
| 2022      | FIA World Endurance Championship - LMP2   | Team WRT                        | 6                | 3                | 1                | 0                | 4                | 78               | 2                |

† – Gelael nie był zaliczany do klasyfikacji.
* - Sezon w trakcie.